# Piccadilly
Pour l’article ayant un titre homophone, voir Pika d'Ili.
Pour les articles homonymes, voir Piccadilly (homonymie).
Piccadilly (prononcé en anglais : [ˌpɪkəˈdɪli]) est une artère de Londres située dans le West End.

## Situation et accès

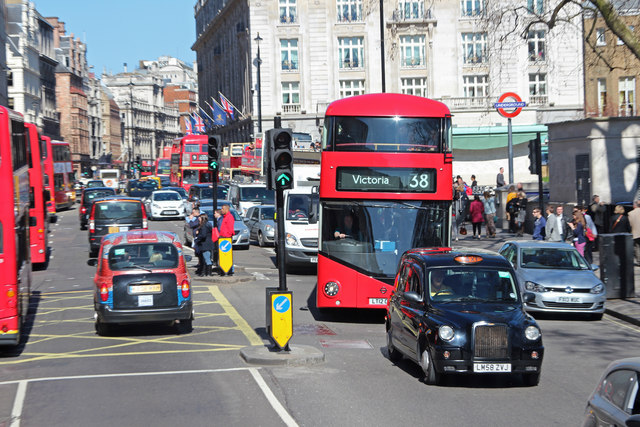
Autobus et taxis sur Piccadilly.

Longue d'environ un kilomètre et demi, cette voie s'étend de Hyde Park Corner au sud-ouest à Piccadilly Circus au nord-est et sépare deux quartiers : Mayfair au nord et St. James's au sud. Elle fait partie de la route A4.
La rue est bordée de luxueux magasins, d'hôtels de prestige, d'agences de compagnies aériennes, de résidences cossues, souvent transformées en clubs, ce qui en fait une des promenades les plus courues de Londres. On y trouve également deux représentations diplomatiques : l'ambassade du Japon au numéro 101 et le haut-commissariat de Malte au numéro 36.
La Piccadilly line est une ligne du métro de Londres qui suit la route éponyme sur une partie de son cours souterrain. Les stations Piccadilly Circus et Hyde Park Corner, desservies par la ligne, sont aux deux extrémités de l’avenue, et la station de métro Green Park, également desservie par la Jubilee line et la Victoria line, trouve son entrée dans Piccadilly.
Six lignes d'autobus desservent tout ou partie de la route : les lignes 9, 14, 19, 22, 38 et C2.

## Origine du nom

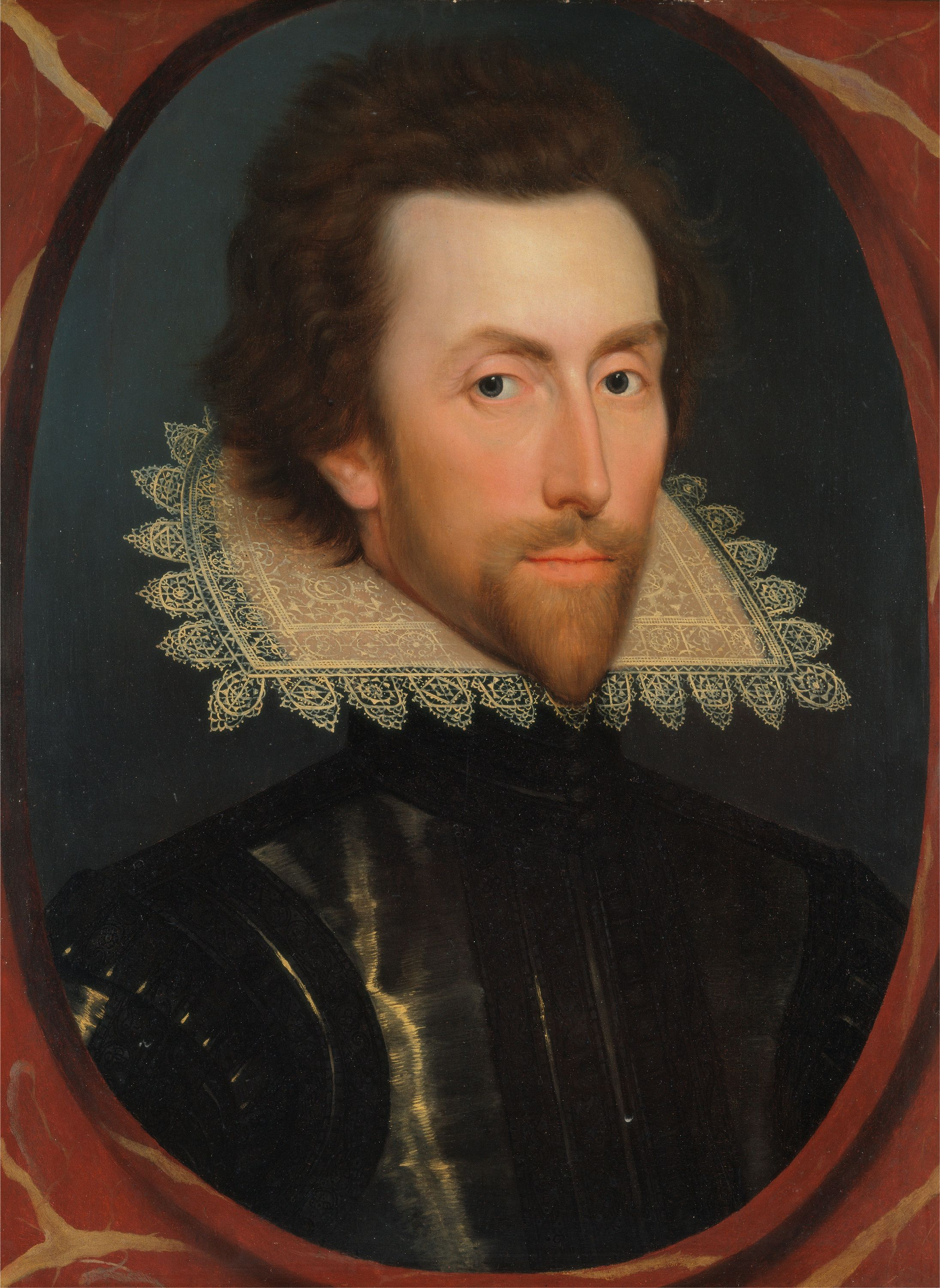
Portrait d’un noble anglais portant un « pickadill », vers 1615.

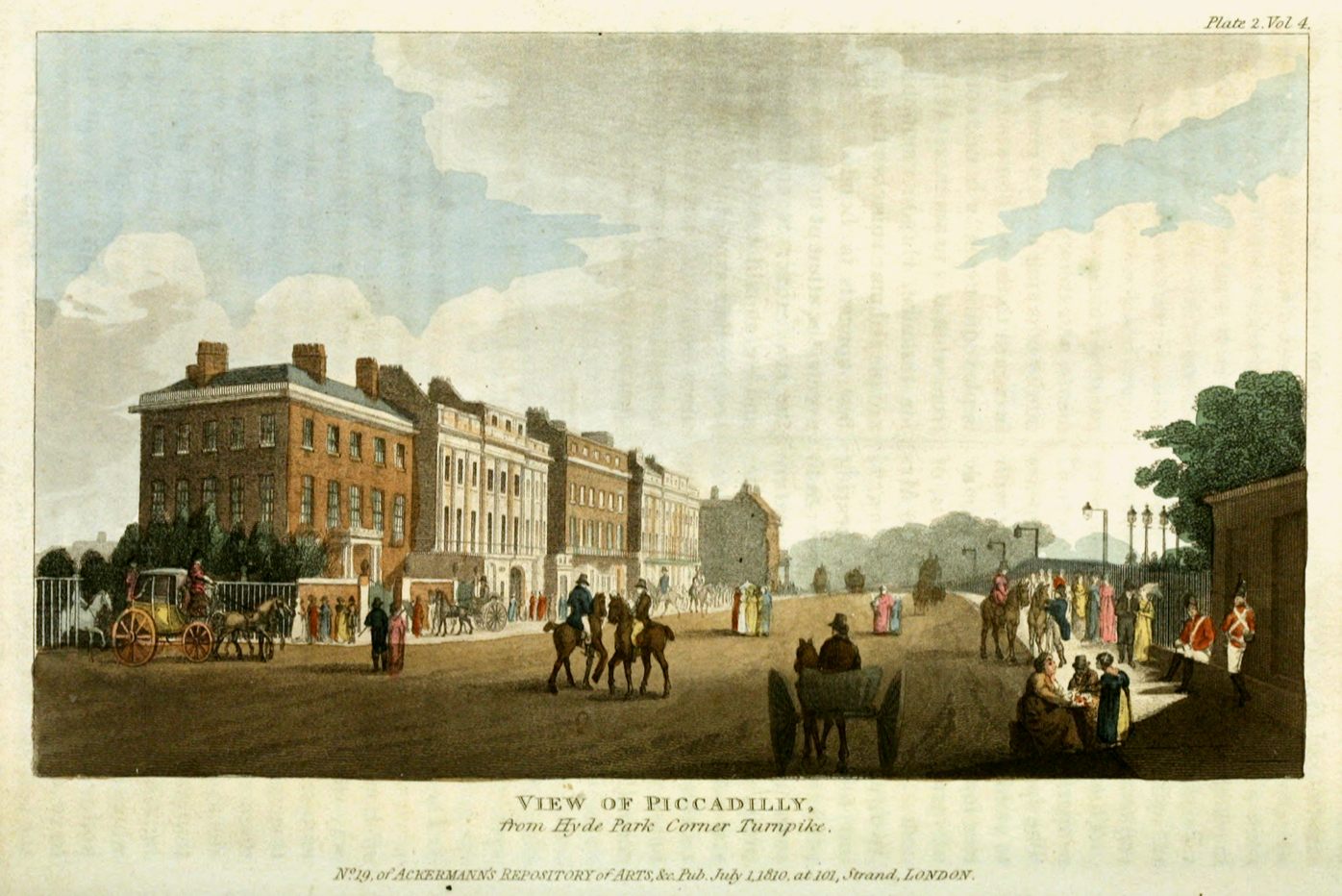
Piccadilly vu de Hyde Park Corner en 1810.

Au XVIe siècle, le quartier est la propriété de l'Eton College et de la Mercer's Company mais c’est à un tailleur, Robert Baker, qu’il doit son nom. Ce dernier, qui s’est enrichi dans le commerce des « pickadills » (en), hauts cols empesés très en vogue auprès de la jeunesse frivole du temps des Stuarts, achète des terrains dans l'ouest de Londres, alors peu habité, et y fait construire une luxueuse maison en 1612, à l'extrémité sud de Great Windmill Street. Sa demeure, surnommée « the Piccadilly Hall », va donner son nom au quartier. Même si la rue Piccadilly a été connue en 1692 sous le nom de Portugal Street, nom donné en l'honneur de Catherine de Bragance, princesse portugaise, épouse du roi Charles II d'Angleterre, on sait que son nom actuel est en usage dès 1743.

## Historique
- Piccadilly Circus, à l’extrémité est de l’avenue, a longtemps été un lieu de prostitution et de rencontres sexuelles éphémères[2].

- Le 9 octobre 1975, une bombe explose près de la station Green Park, faisant un mort et une vingtaine de blessés. La police impute l’attentat à des dissidents de l’IRA provisoire[3].

## Bâtiments remarquables et lieux de mémoire
- The Albany

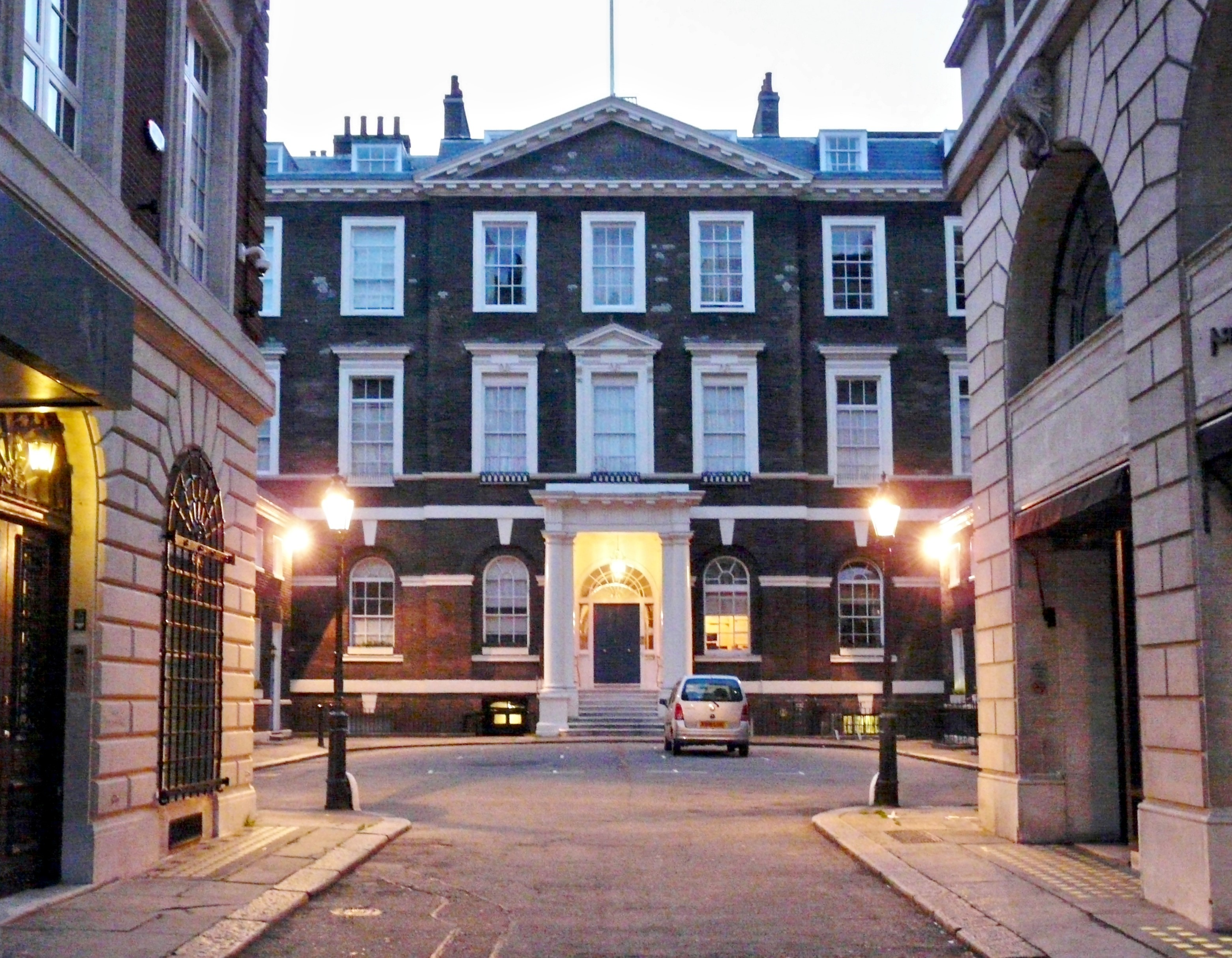
The Albany au crépuscule.

Cet hôtel particulier en forme de « H » possède une cour d'entrée donnant sur Piccadilly. Il est construit par William Chambers pour le compte du deuxième fils de George III, Frédéric, duc d'York et d'Albany, dont la statue couronne la colonne du duc d’York sur The Mall. Celui-ci, accablé de dettes, le vend à un promoteur qui divise la demeure en 69 appartements luxueux. L'hôtel est notamment célèbre pour avoir accueilli des pensionnaires de renom : le poète Lord Byron (1788-1824), l’écrivain Graham Greene (1904-1991) et l’homme politique Thomas Babington Macaulay (1800-1859).

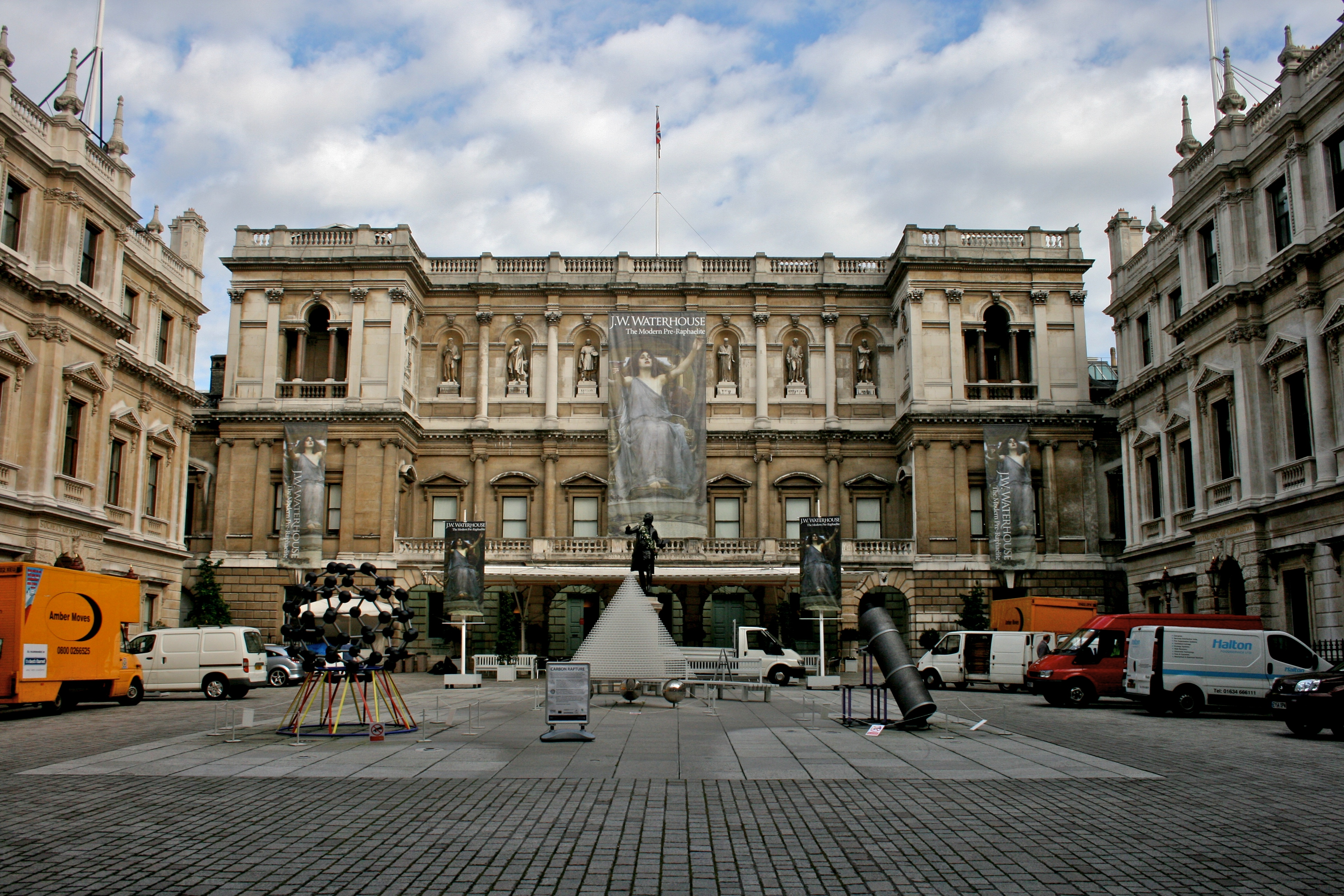
Burlington House.

- Burlington House, hôtel particulier édifié en 1668.
- Burlington Arcade, passage couvert datant de 1810-1812, recouvert d’un toit à la demande de lord Burlington qui voulait ainsi protéger son jardin des déchets envoyés par les passants[4].
- No 21 : Le Méridien Piccadilly Hotel, construit en 1905-1908 [5].
- No 94 : au nord de Piccadilly se trouvent des maisons georgiennes souvent reconverties en clubs, comme Cambridge House où est installé le Naval and Military Club (connu aussi sous le nom In and Out Club). Cambridge House a été construite au XVIIIe siècle pour Charles Wyndham, 2e comte d'Egremont puis habitée par le prince Adolphe, duc de Cambridge de 1829 à 1850 et par lord Palmerston de 1855 à 1860. Cette demeure est abandonnée depuis que le In and Out s'est déplacé sur St James's Square.
- No 101-104 : ambassade du Japon, ancien club-house du Junior Constitutional Club, construit entre 1890 et 1893 par Robert William Edis.
- No 106 : bâtiment classé de 1761, qui fut autrefois la résidence de l’ambassadeur de France puis, pendant plus d’un siècle, le siège du St James's Club ; c'est aujourd'hui une école secondaire privée, Eaton Square Mayfair, ayant ouvert ses portes en 2017[6].
- No 126 : un macaron indique que c'est à cet endroit que le peintre Francis Barraud acheva, en 1899, son œuvre la plus célèbre : His Master's Voice.
- No 127 : à cette adresse se trouve le Cavalry and Guards Club, club fréquenté par les officiers des régiments royaux de la Garde ou montés.
- No 128 : Royal Air Force Club, club réservé aux aviateurs des armes aériennes de Sa Majesté et du Commonwealth.
- No 137 : Gloucester House, où a ouvert le premier Hard Rock Cafe.
- No 138 : EON House, construite dans la seconde moitié du XVIIIe siècle et remaniée par Ralph Selden Wornum au début des années 1890. Certains auteurs ont voulu y voir le modèle de la maison de Dracula[7], que le roman de Bram Stoker situe au no 347, qui n'existe pas.
- No 144 : le lundi 22 septembre 1969, 800 membres de la communauté hippie sont expulsés par la police de la résidence où ils s’étaient retranchés pour protester contre les mauvaises conditions de logement[8].

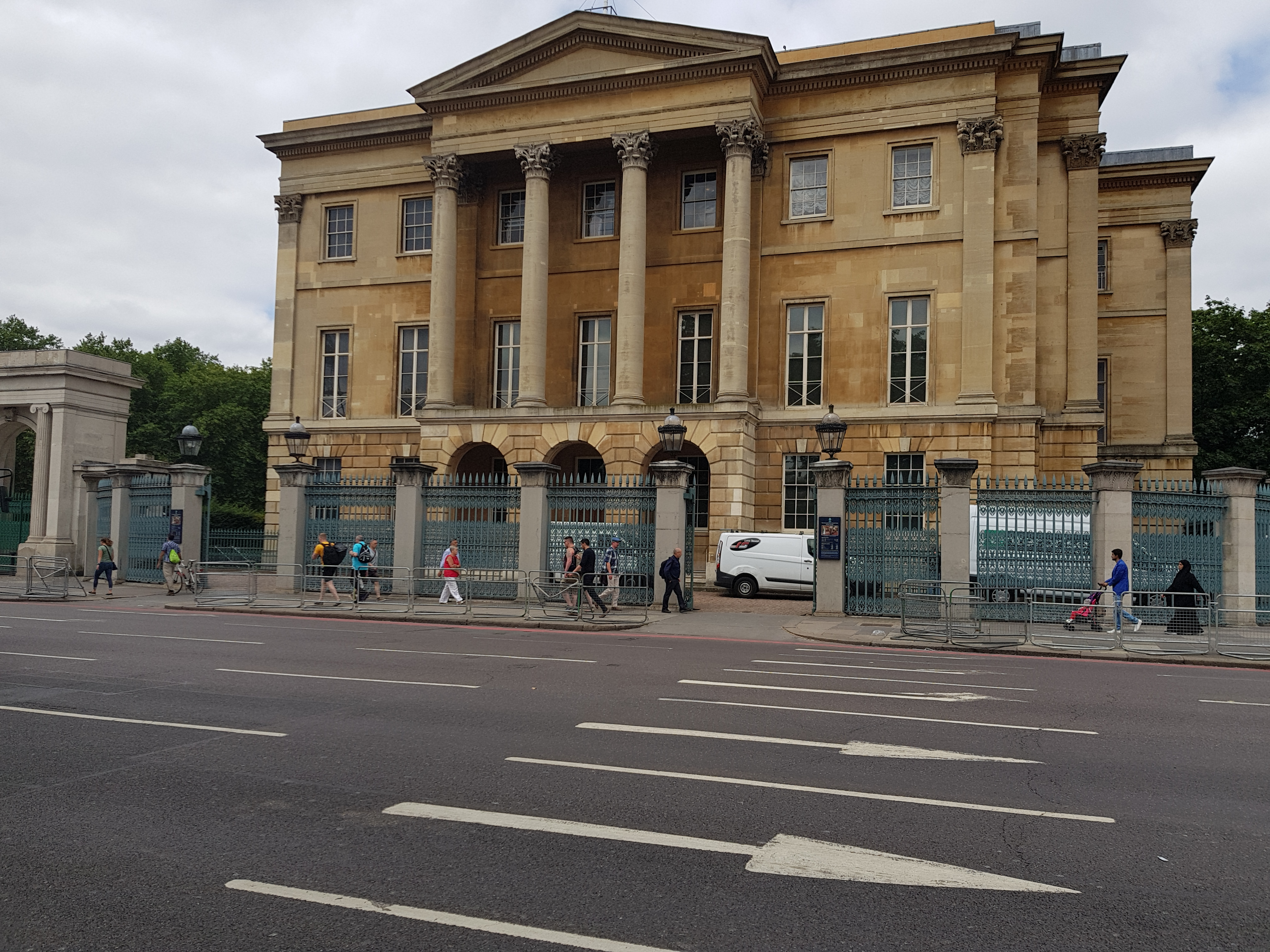
Apsley House.

- No 149 : Apsley House - Wellington Museum, hôtel particulier du 1er duc de Wellington élevé en 1778 par Robert Adam.
- No 150 : hôtel Ritz, ouvert en 1906, dont les arcades évoquent la rue de Rivoli à Paris.
- No 160 : édifice de style néoclassique construit en 1922 par l'architecte britannique William Curtis-Green (1875-1960) ; il sert à l'origine de salle d'exposition à la firme Wolseley Motors avant d'être racheté par la banque Barclays qui occupe les lieux de 1927 à 1999 ; depuis 2003, le bâtiment abrite une brasserie réputée, The Wolseley.
- No 181 : grand magasin Fortnum & Mason.

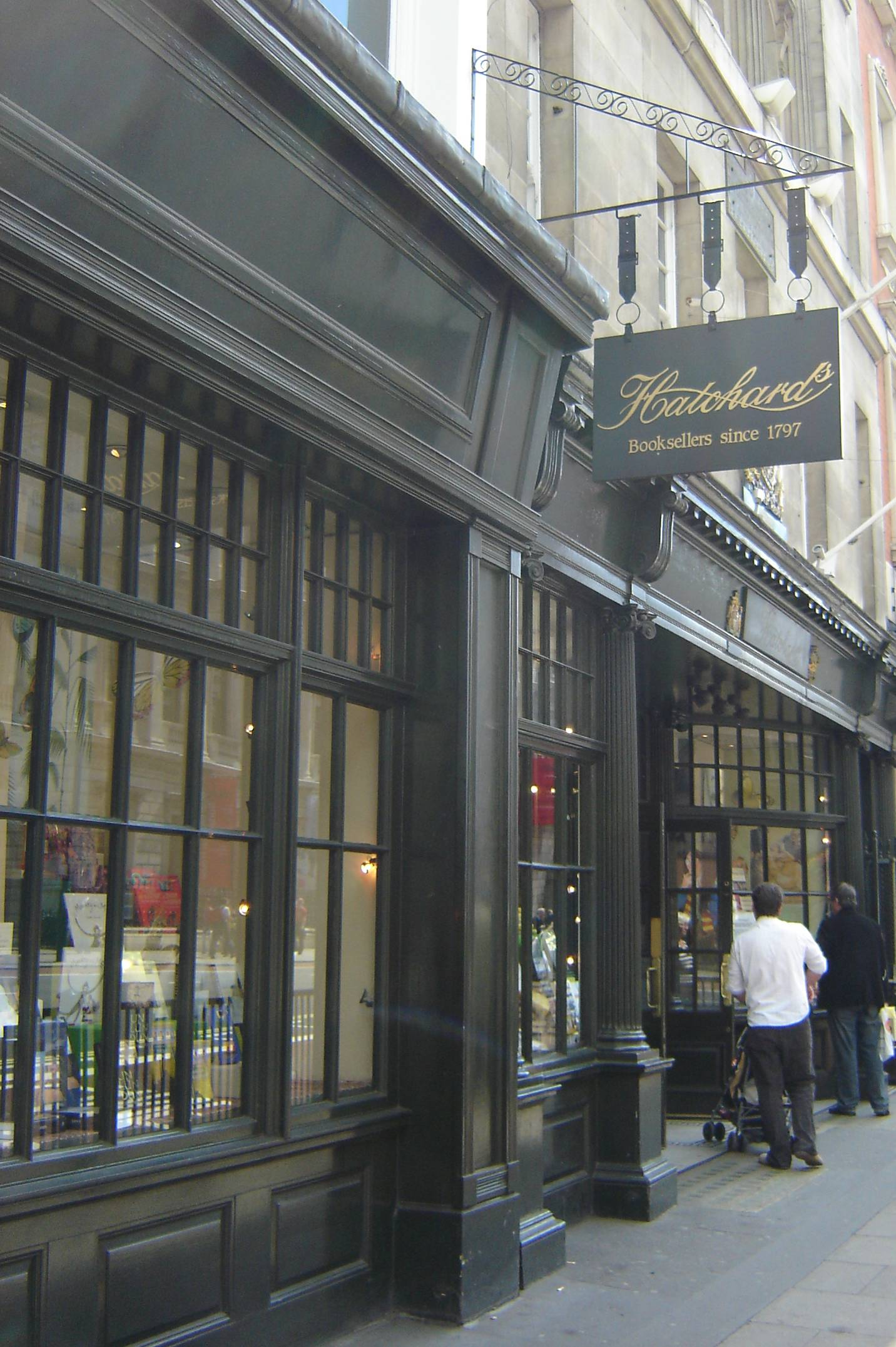
La librairie Hatchard.

- No 187 : Hatchards, la plus vieille librairie de Londres, ouverte en 1797, club littéraire fréquenté par lord Byron et le duc de Wellington.
- No 197 : église Saint-Jacques de Piccadilly

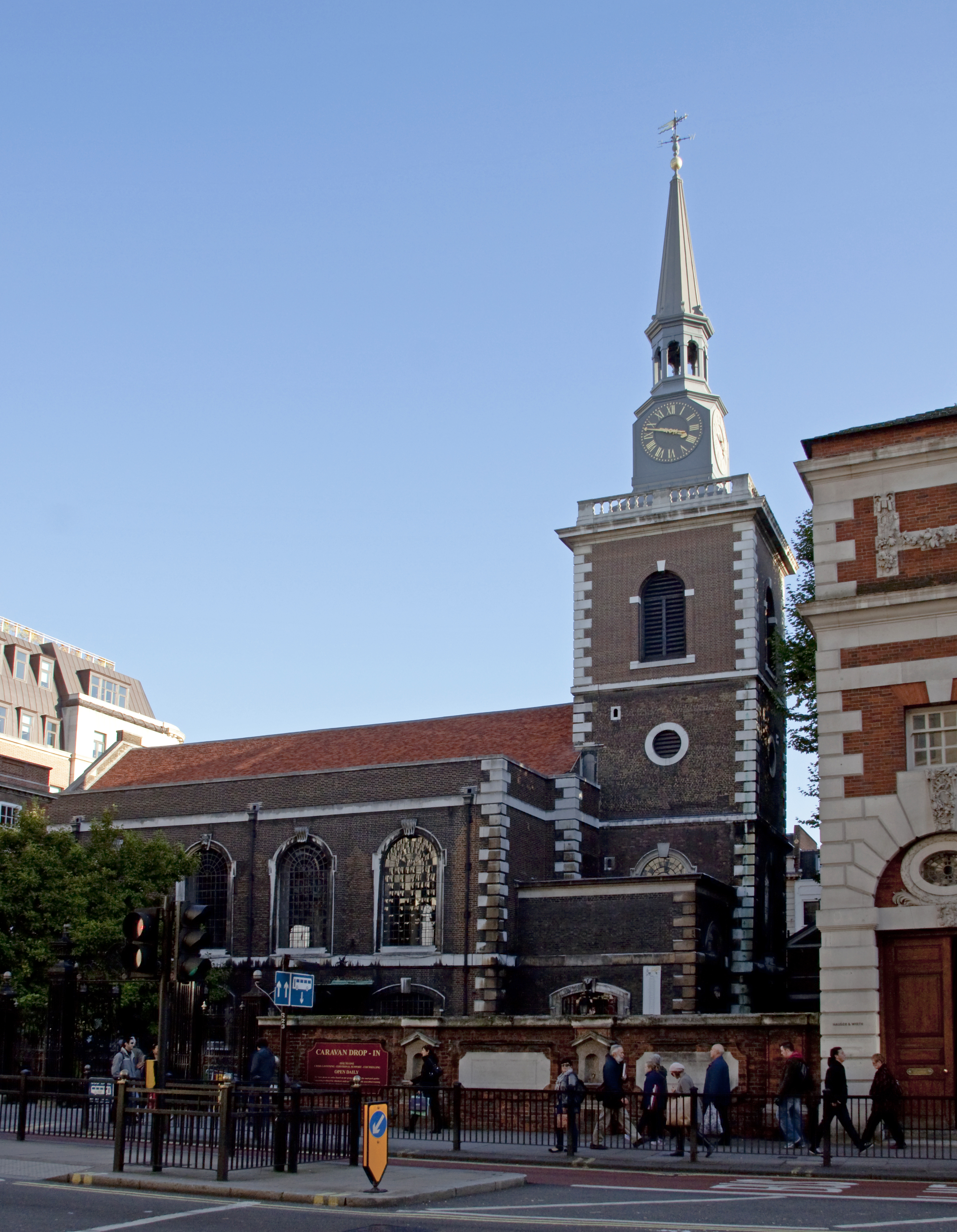
L'église Saint-Jacques de Piccadilly.

Cette petite église anglicane paroissiale en brique et en pierre de Portland, dédiée à saint Jacques, a été dessinée et construite par l’architecte Christopher Wren. Bâtie entre 1672 et 1683, elle est consacrée le 13 juillet 1684 par Henry Compton, l'évêque de Londres.
Samuel Clarke, l’une des principales figures intellectuelles de Grande-Bretagne au XVIIIe siècle, en est le recteur de 1709 à 1729. Le poète William Blake (1757-1827) y est baptisé en 1757.
L'église est gravement endommagée par les bombardements allemands en 1940, durant la Seconde Guerre mondiale. Elle est restaurée par Albert Richardson.
Ses fonts baptismaux et son retable témoignent de la qualité du travail du sculpteur Grinling Gibbons (1648-1721).

### Bâtiments détruits

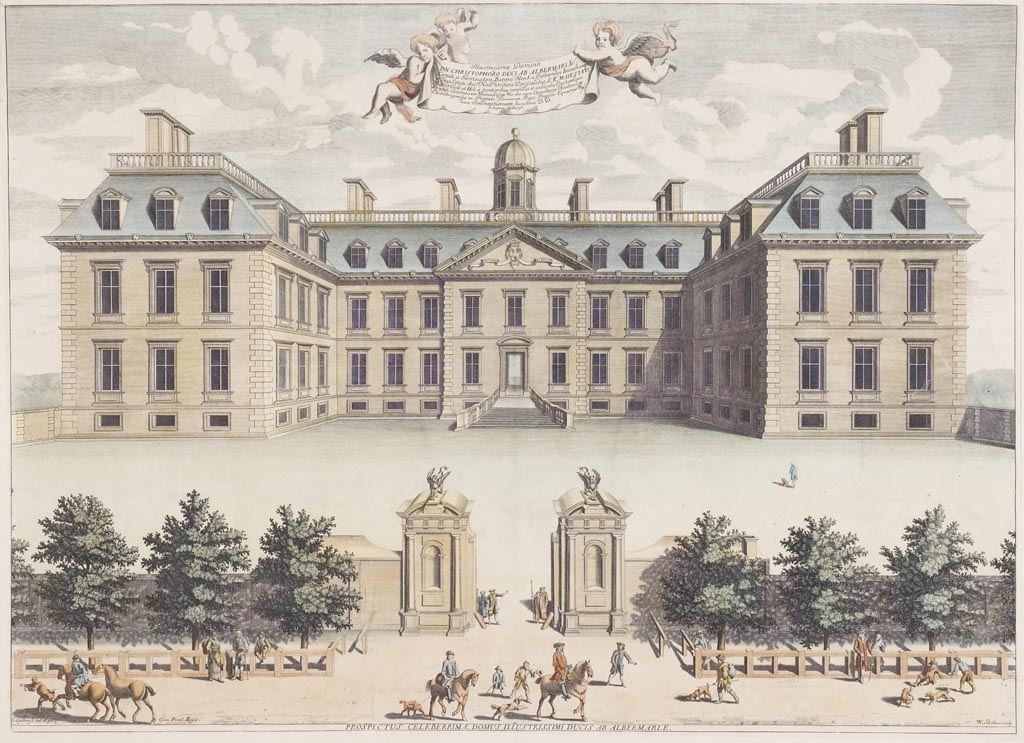
Clarendon House, vers 1680.

- No 148 : hôtel de Lionel de Rothschild construit en 1860 par Thomas M. Nelson et Charles Innes, démoli en 1937[9].

À l’ouest de Burlington House et du même côté de l’avenue, on rencontrait successivement :
- Clarendon House, vaste demeure aristocratique démolie au milieu des années 1680, sur l’emplacement de laquelle ont été ouvertes les actuelles Dover Street, Albemarle Street et Bond Street,
- Devonshire House, ancienne résidence des ducs de Devonshire, démolie en 1924.

### Filmographie
- Piccadilly : film de 1929, distribué en salle en 2004 au Royaume-Uni dans une version restaurée.